# József Vértesy
József Vértesy (né Vrábel le 19 février 1901 à Sombor, mort le 21 décembre 1983 à Budapest) est un joueur de water-polo hongrois, champion olympique en 1932.